# 阿城北站
阿城北站位于中华人民共和国黑龙江省哈尔滨市阿城区，是哈牡客运专线上的高铁站，于2018年12月26日启用，由中国铁路哈尔滨局集团有限公司哈尔滨站管辖。

## 車站周邊
- 哈尔滨市金京鸭稻米合作社
- 阿城区料甸乡海沟小学

## 歷史
- 2018年12月26日启用。

## 外部連結
- 中国铁路客户服务中心 （页面存档备份，存于）